# Теорема Мікеля

Теорема Мікеля для різних видів трикутників

Теорема Мікеля — твердження в планіметрії, пов'язане з перетином трьох кіл, кожне з яких проходить через вершину трикутника і дві точки на прилеглих до неї сторонах. Названо на честь французького математика Огюста Мікеля. Ця теорема — один з декількох отриманих Мікелем результатів, що стосуються кіл у геометрії, і опублікованих ним у Journal de mathématiques pures et appliquées.

## Формулювання
Нехай {\displaystyle ABC} — трикутник із довільними точками {\displaystyle A'}, {\displaystyle B'} і {\displaystyle C'} на сторонах {\displaystyle BC}, {\displaystyle AC} і {\displaystyle AB} відповідно (або на їх продовженнях). Опишемо три кола навколо трикутників {\displaystyle AB'C'}, {\displaystyle A'BC'}, і {\displaystyle A'B'C.} Теорема Мікеля стверджує, що ці три кола перетнуться в одній точці {\displaystyle M}, яку називають точкою Мікеля. Окрім того, рівні будуть також кути {\displaystyle \angle MA'B,\angle MB'C,\angle MC'A} (позначені на малюнку).

## Окремий випадок
Якщо точка Мікеля — центр описаного кола трикутника, а діаметри трьох кіл Мікеля дорівнюють радіусу описаного кола трикутника, і кожне з трьох кіл Мікеля проходить через спільну для них точку — центр описаного кола, а також через дві проєкції цього центра на сторони трикутника і через одну з трьох вершин, тоді радіуси трьох кіл Мікеля однакові.